# Municipio de Carrollton (condado de Carroll)
El municipio de Carrollton (en inglés: Carrollton Township) es un municipio ubicado en el condado de Carroll en el estado estadounidense de Arkansas. En el año 2010 tenía una población de 716 habitantes y una densidad poblacional de 7,73 personas por km².

## Geografía
El municipio de Carrollton se encuentra ubicado en las coordenadas 36°14′38″N 93°20′24″O / 36.24389, -93.34000. Según la Oficina del Censo de los Estados Unidos, el municipio tiene una superficie total de 92.57 km², de la cual 92,55 km² corresponden a tierra firme y (0,02 %) 0,02 km² es agua.

## Demografía
Según el censo de 2010, había 716 personas residiendo en el municipio de Carrollton. La densidad de población era de 7,73 hab./km². De los 716 habitantes, el municipio de Carrollton estaba compuesto por el 96,09 % blancos, el 1,54 % eran amerindios, el 0,14 % eran asiáticos, el 0,84 % eran de otras razas y el 1,4 % eran de una mezcla de razas. Del total de la población el 4,61 % eran hispanos o latinos de cualquier raza.